# Riva (groupe de musique)
Pour les articles homonymes, voir Riva.
Riva était un groupe pop yougoslave des années 1980.
Leur chanson Rock Me remporte le Concours Eurovision de la chanson en 1989 en Suisse pour la Yougoslavie. Le groupe se sépare en 1991.
La chanteuse Emilija Kokić fait une carrière solo en Croatie.

## Membres
- Emilija Kokić, chant
- Dalibor Musap, claviers et chant
- Zvonimir Zrilić, guitare et chant
- Nenad Nakić, basse
- Boško Colić, batterie

## Discographie
- Rock me  (1989)
- Srce laneta (1990)